# Голеган (парафія)
Ґолеґан (порт. Golegã) — парафія в Португалії, входить в округ Сантарен. Є складовою частиною муніципалітету Ґолеґан. За старим адміністративним поділом входив в провінцію Рібатежу. Входить у економіко-статистичний субрегіон Лезірія-ду-Тежу, який входить в Алентежу. Займає площу 38,45 км².

## Демографія
Населення становить 3845 особи станом на 2011 рік.
Динаміка населення у фрезії Ґолеґан:
| 1864 | 1878 | 1890 | 1900 | 1911 | 1920 | 1930 | 1940 | 1950 | 1960 | 1970 | 1981 | 1991 | 2001 | 2011 |
| ---- | ---- | ---- | ---- | ---- | ---- | ---- | ---- | ---- | ---- | ---- | ---- | ---- | ---- | ---- |
| 3734 | 3666 | 4139 | 4348 | 4781 | 4421 | 4844 | 5053 | 4550 | 4408 | 3986 | 4034 | 4171 | 3893 | 3845 |